# Маркус Стюарт
Маркус Стюарт (англ. Marcus Stewart, нар. 8 листопада 1972, Бристоль) — англійський футболіст, що грав на позиції нападника. По завершенні ігрової кар'єри — футбольний тренер. Наразі очолює тренерський штаб команди «Бристоль Роверс».
Виступав, зокрема, за клуби «Бристоль Роверс», «Іпсвіч Таун» та «Сандерленд».

## Ігрова кар'єра
Народився 8 листопада 1972 року в місті Бристоль. Вихованець футбольної школи клубу «Бристоль Роверс». Дорослу футбольну кар'єру розпочав 1991 року в основній команді того ж клубу, в якій провів п'ять сезонів, взявши участь у 171 матчі чемпіонату. Більшість часу, проведеного у складі «Бристоль Роверс», був основним гравцем атакувальної ланки команди. У складі «Бристоль Роверс» був одним з головних бомбардирів команди, маючи середню результативність на рівні 0,33 голу за гру першості.
Протягом 1996—2000 років захищав кольори команди клубу «Гаддерсфілд Таун».
Своєю грою за останню команду привернув увагу представників тренерського штабу клубу «Іпсвіч Таун», до складу якого приєднався 2000 року. Відіграв за команду з Іпсвіча наступні два сезони своєї ігрової кар'єри. Граючи у складі «Іпсвіч Тауна» також здебільшого виходив на поле в основному складі команди. В новому клубі був серед найкращих голеодорів, відзначаючись забитим голом в середньому щонайменше у кожній третій грі чемпіонату.
У 2002 році уклав контракт з клубом «Сандерленд», у складі якого провів наступні три роки своєї кар'єри гравця. Тренерським штабом нового клубу також розглядався як гравець «основи».
Згодом з 2005 по 2008 рік грав у складі команд клубів «Бристоль Роверс», «Престон Норт-Енд» та «Йовіл Таун».
Завершив професійну ігрову кар'єру у клубі «Ексетер Сіті», за команду якого виступав протягом 2008—2011 років.

## Кар'єра тренера
Розпочав тренерську кар'єру невдовзі по завершенні кар'єри гравця, 2012 року, очоливши тренерський штаб клубу «Бристоль Роверс». Наразі досвід тренерської роботи обмежується цим клубом, в якому Маркус Стюарт працює і досі.